# Castledermot
Castledermot (irisch Díseart Diarmada) ist eine Kleinstadt in der Republik Irland im Süden des County Kildare mit 1685 Einwohnern (Stand: 2022). Sie lag an der Nationalstraße N9 zwischen Dublin und Carlow. Seit der Eröffnung der Autobahn M9, die an der Stadt vorbeiführt, wurde diese zur Regionalstraße R448 abgestuft.

## Geschichte
Nach den Annalen der vier Meister kommt der Name Castledermot von einer 814 von St. Dermot gegründeten frühchristlichen Klostersiedlung. Das Kloster wurde 841 und 867 von Wikingern überfallen. Eine letzte Erwähnung nennt das Jahr 1106, als es durch ein Feuer zerstört wurde.
Im Jahr 1210 wurde von den Crouched Friars ein Hospital mit einer Klosteranlage gegründet.
Ein weiteres Kloster nach dem Vorbild kontinentaler Orden wurde vor 1247 von den Franziskanern erbaut und im 16. Jahrhundert auf Veranlassung Heinrichs VIII. säkularisiert.
Castledermot war eine von drei Städten im County Kildare, die eine Stadtmauer besaßen. Das erste bekannte irische Parlament trat im Juni 1264 in der Stadt zusammen, bis 1499 fanden viele weitere Sitzungen dort statt.
Truppen Oliver Cromwells brannten Castledermot 1650 ab. Danach verlor die Stadt ihre frühere Bedeutung.

## Der Rundturm
Von der frühchristlichen Klosteranlage ist noch der etwas über 20 m hohe Rundturm erhalten. Vermutlich stammt er aus 10. Jahrhundert. Er ist aus großen granitenen Feldsteinen errichtet. Er steht nahe an der im 19. Jahrhundert erbauten Kirche, von der eine Passage zu dem Eingang des Turmes führt und dient dieser als Glockenturm.
Der Eingang liegt nur 53 cm über dem Erdboden und damit für einen Rundturm ungewöhnlich tief. Auch ist er der Größte aller Rundtürme. Anders als die meisten noch erhaltenen Türme hat dieser keine konische Spitze, sondern Zinnen. Diese wurden vermutlich im 18. Jahrhundert errichtet. Ebenfalls aus dieser Zeit stammen die darunterliegenden vier großen Fenster. Zwei kleine Fenster in circa 10 und 14 m Höhe sind original, während ein kleiner Fensterschlitz in Türhöhe aus späterer Zeit stammt.
Intern ist der Turm in fünf Stockwerke unterteilt, deren Anordnung aber nicht der ursprünglichen Lage entspricht. Darüber hinaus ist zwischen dem (heutigen) ersten und zweiten Stockwerk ein originäres Gewölbe mit einer Öffnung nach oben vorhanden.

## Weitere Sehenswürdigkeiten

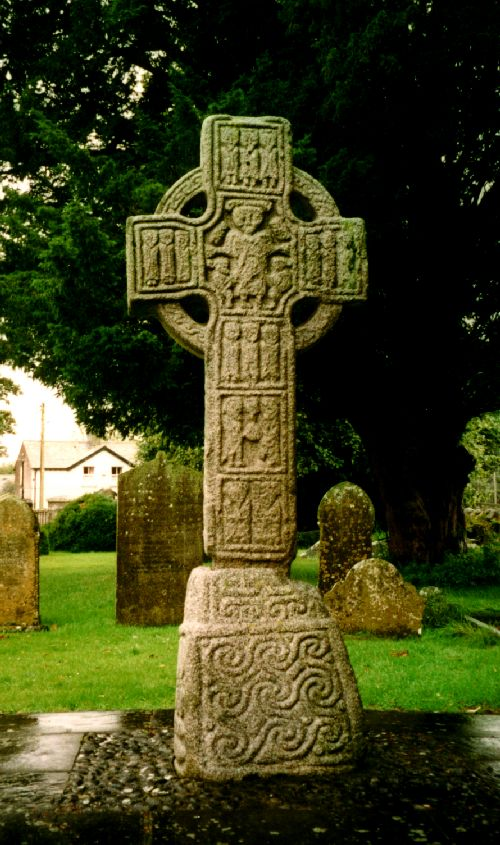
Hochkreuz in Castledermot

- Zwei Hochkreuze des späten Typs, die vermutlich erst Ende des 10. Jahrhunderts errichtet wurden. Sie stehen im Friedhof der heute anglikanischen Kirche. Sie sind aus Granit und stellen eine Mischung aus Ornament- und Bibelkreuz dar.
- Der Hogback von Castledermot (Wickingergrabstein) ist das einzige Exemplar seiner Art in Irland.
- Ruinen des 1247 gegründeten Franziskanerklosters Castledermot.
- Der rechteckige frühere Glockenturm der Klosteranlage der Crouched Friars. Er steht in einem privaten Garten.
- Kilkea Castle, errichtet von Hugh de Lacy um 1180; früher Residenz des Duke of Leinster, jetzt Hotel. Circa 5 km nordwestlich.

## Persönlichkeiten
- Jack Wall (* 1945), Politiker